# 伊坂芳太良
伊坂 芳太良（いさか よしたろう、1928年 - 1970年9月8日）は、1960年代に活躍したイラストレーター・グラフィックデザイナー。通称ペロ。
細密なペンで描写された和洋折衷の線画が特徴。青年漫画雑誌「ビッグコミック」の表紙や、ファッションブランド「EDWARD'S（エドワーズ）」の紙袋イラスト、ノベルティーグッズなどを手がけた。その他、岩崎書店、あかね書房、国土社などから主として1960年代に出版された子供向けの書籍（翻訳ものを含む）の挿絵・イラストを手がけた。横尾忠則、宇野亜喜良とならんで60年代当時『日本の三大イラストレーター』と言われた。

## 略年譜
- 1928年 神奈川県横浜市鶴見区に産まれる。生後まもなく、東京新宿区新大久保に移転。
- 1946年 阿佐ヶ谷洋画研究所（現在の阿佐ヶ谷美術専門学校）で学び、東京美術学校を受験するも失敗[1]。この頃から夜の新宿通いがはじまる。
- 1951年 丸の内の駐留軍教育本部アート・エデュケーション・センターに勤務。水兵教育用ポスターなどを製作。このころ、デザインに興味を持ち始めたといわれている。
- 1956年 第19回新制作展に初入選する。作品は「のぞいてた子」。新制作にはその後入会した。
- 1957年 広告制作会社ライトパブリシティに入社。東レのTVCMを制作。また、東レなどの広告のモデルとしても活躍した。
- 1958年 シェル・デザイン賞特選受賞。
- 1959年「ゴールデン・ゲイト・カルテット」ポスターにより日宣美特選となる。日宣美会員となる。この年から土屋耕一と組んで三楽の新聞広告を制作。
- 1960年「マツヤの新聞広告試作」により毎日広告特別賞を受賞。東レ・テトロン雑誌広告にモデルとして登場。
- 1961年 漫画読本の広告を担当。土屋と組んだ東レの仕事によりADC銅賞受賞。
- 1962年 ADC銀賞、電通賞を受賞。土屋や安斎吉三郎らとともに制作した東レのジャンプ・ルックというファッション・キャンペーンの新聞広告にて。
- 1963年 ADCキャンペーン賞受賞。東レ・ボーイッシュルックの広告に対して、土屋・安斎との度重なる受賞であった。
- 1964年 東レ「モード東京」などの新聞広告に対して、土屋耕一とともにADC銅賞を受賞。
- 1966年 老舗紳士服スーツメーカー「EDWARD'S（エドワーズ）」の広告に起用される。この仕事でイラストレーターとして開眼。ショッピングバックが人気を博し、トランプ等のノベルティが誕生。
- 1967年 エドワーズのイラストレーションに対してADC特別賞を受賞。また、東京イラストレーターズクラブ67年度賞を受賞。東レの新聞広告のほか、ヤマハのカレンダー7，杉山進の店のバックなどを制作。
- 1968年 オリエント時計のシリーズが始まる。小学館より創刊された大人向けのコミック雑誌『ビックコミック』において、4月号からスタートして、1970年10月10日号まで表紙を飾り続け、その作品点数は50点にのぼった。NHK「明治百年の年明ける」のタイトルバックを担当。
- 1969年 グリム童話の『ヘンゼルとグレーテル』を学研、フレデリック・ウォーン社より出版。美術出版社『12人のグラフィックデザイナー』シリーズ第3集に、片山利弘、木村恒久、横尾忠則とともに収録される。みゆき書房から「タウンゼント館」を出版。日本画廊で個展開催、世界一周旅行をする、など多方面で精力的に活躍した。２ヶ月間に渡り世界一周の気ままな旅に出かける。
- 1970年 大阪万国博覧会「エキスポ70」のポスターを手がけ、雑誌『ビックコミック』『週刊文春』『小説新潮』『問題小説』『週刊言論』。広告、デザインはオリベッティ、TBS、日立、PARCO、その他。
- 1970年9月3日 三井ビル会議室での打合わせ中に突然、同行のコピーライター菅三鶴の肩へもたれかかるように倒れこみ、心肺停止。かけつけた三井の医師による人工呼吸を受けて回復。救急車で新橋の青木病院に搬送されたが危篤状態とされた。
- 1970年9月4日 倒れた翌日、病状変わらず。激しい痛みがある模様。
- 1970年9月5日 無意識のうちに空に素手でイラストを描く動作をする。後頭部内に出血があるとのこと。
- 1970年9月6日 ときおり意識があり、お茶をスプーン2杯飲む。依然、激しい痛み。呼べば応答あり。仕事をしたいと訴える。
- 1970年9月7日 コピーライター土屋耕一が伊坂を見舞う。90％生命は助かるとの経過報告。出血は続く。
- 1970年9月8日 病状が好転し意識をほぼ回復。リンゲルを打っている途中、排尿のため起きたいと訴える。起き上がり排尿後、けいれん開始。心肺停止。人工呼吸、酸素吸入等の手当てがなされたが14時05分逝去。死因は頭部クモ膜下出血。享年42歳。オリベッティの為の2枚組みポスターが最後の仕事となった。没後、ADCは年鑑で追悼の特集を組んだ。

## エピソード
- 愛称の「ペロ」は、中学生時代の英語の授業の際に生まれた。教師が英語で飛行機という単語を発音させるのに、エアロプレーンと教え、伊坂はそれが言えず、エアーペロペロンと読んだ。同級生の失笑を買ったが、それを自分でアダ名に選んだ[2]。

- 1960年代は表現ということが一気に爆発した時代であり、引金となったひとつに1964年東京オリンピックがあった。絵師として修業して来た伊坂の魂が時代と対峙して燃えあがった。時代の先頭を切って表現の現場で戦い、残された全作品2000点あまりははめこみ絵の中の情報量の多さに驚く作品群であると2001年「ペロ展」にて紹介されている[3]。

- この時期イラストレーターの横尾忠則が創作活動を中止していたことも相まり、伊坂による手塚治虫のアニメーション映画「クレオパトラ」宣伝ポスターの原稿料は30万円、月収は100万円をくだらなく、当時のトップであったと言われている[4]。

- 日暮真三は伊坂の死去に「あなたが残したエドワーズや東レやクラレや三楽や漫画読本や、その他のおびただしい数の作品の1つひとつは、 あなたの死後も僕たちの記憶の中にとどまり、いつまでも消え去ることはないでしょう。さようなら、ペロさん。さよなら」[5]と追悼した。

- 歌舞伎役者からヒントを得たというクラシック調だが、洋服の模様には鳥や魚などを描きこんで、SF的な感じを出しており、伊坂の最高傑作の一つだという。しかし完成と同時に過労から脳出血で入院、9月8日に死亡してしまい、遺作となった[6]。

- イラスト界三羽烏のひとりに数えられながら、先月初め亡くなった伊坂芳太良遺作のポスターが、駅やデパートでは貼るはしから盗まれ、雑誌社のプレゼントの呼びかけには40倍以上の応募があり、あわてて抽選。ヤングをねらうポスターはすべてイラスト、というほどのブームの影響だというが、その背後にあるのは”脱言語”というフィーリング時代の若もの群像が浮かび上がってきそうだ[6]。と毎日新聞紙上で報じられた。

- 毎日新聞昭和45年10月19日17面より

「死ぬ前とは思えないほど花やかな色彩感覚がメタメタにすてき。茶とピンクの配合が、こんなに鮮やかに似合うとは知らなかったワ。髪の毛も細かく描いてあるでしょ。この根をつめたのが死期をはやめたのかも」
「コピーは歌舞伎の勘亭流の文字だし、針のない懐中時計をぶら下げたり、古典的な感じだけど、全体では怪奇的。古めかしさの中に新しさがあるみたい。」
「ヒッピーの求めている”愛と平和”が描かれている感じ。ハトとサケを書き込んだ服なんか感じちゃうな」
「朝、張ると夕方にはもうない。お客様より伊坂ファンの店員がはがして持っていくらしいので、手が付けられない」
「今月初め都内の国電の四十の駅に、千枚を張ったが、その日のうちに、全部盗まれた」
「写真は機械文明の代表みたいなもの、コンピューターの無言の圧力をはハダに感じている戦無派は、いまやメカニズムにあきあきし出している。それで、手書きのイラストに人気がわくのでしょう。ウチの伊坂さんのポスターは、2000円に近い高値を呼んでいます。」
「言葉では表現できないのがフィーリング。それをあらわせるのがイラスト」
- 「1960年代の高度成長、産業とデザインが両輪となって回転し始めた時代が生んだイラストレーターといわれている。60年代は安保闘争、東海道新幹線開通、東京五輪、ベトナム戦争、中国文化大革命、ビートルズ来日、三億円事件、フーテン族、公害問題ーと戦後で最も激しく揺れ動いた時代だが、伊坂の一種、病的といわれるタッチは1960年代を象徴し、70年代以降を暗示する、というのが、若者を中心とする再評価の理由だ。紳士服メーカー『エドワーズ』から依頼された作品が最も密度が濃いといわれ、ポスターのほか、ショッピングバック、カレンダー、マッチなどまで手を広げたが、紳士のスタイル面に、さらに人物を書き込むという『多重人間』という独特のイラストを産み出した。」[7]

- 伊坂芳太良は、1960年代後半の日本で華麗なイラストレーションをおびただしく描き、そして突然、逝った。少年期に戦争、敗戦を経験し、戦後の混乱の中で芸術への夢を燃やす青春であった。日本の広告デザインが高度成長経済を背景に飛躍するとき、イラストレーター、伊坂芳太良の存在が浮かび上がる。見事なタレントであった。ペロの愛称がサインされる彼のイラストレーションは、時代の顔、時代の風俗そのものであった。サイケデリックであり、ネオ・クラシックであり、そして日本の粋の精神を内に蓄えていた。線描きの1本1本を痛飲しながら描く姿には疲れせき生き急ぐその時代の若者に通じる凄妻絶さがあった。横尾忠則、和田誠らの気鋭のアーチストの一歩先を走り抜けていった男。美しい男であった。幻といわれるペロの画業の集大成が、没後十三年目に完成した。[8]

- 「伊坂さんに頼まれるとイやとはいえず、みんな引き受けてしまう。家に帰っても午前三時、四時まで続ける。筆を持ったまま床に落ちてねこんでいたなんてことがありまくりましたね」[4]

- 伊坂さんの作品は髪の毛一本一本を描き分けるような細かいイラストだから芯が疲れる。疲れをいやすように酒を飲む。『画家なら、売れてくれば、じっくり自分のものを書けばいい。だが、われわれは、売れれば売れるほどいつも”何か”に追いかけられている。その”何か”がイラストレーターの存在理由でもあるのだが…』と、同業者は述べた[4]。

- 浅葉克己（アートディレクター）は、「ペロさんの部屋には何故か、西部劇の酒場の扉が付いていて、うっかり前の人が入ったのに気づかずに入って行くと、バーンと帰って来た扉で胸や顔を打たれるのだ。僕がペロさんの部屋に行くことになったのは入社した次の年の65年で、ペロさんは東レの女性ものを中心に広告を創り、僕は、男ものの広告をまかされた。その頃のペロさんのイラストは漫読のイジワル爺さんが中心で、広告の仕事の方が忙しかった。東レの水着の撮影でハワイに行き、帰りにサンフランシスコに寄って帰って来た。そしてこんなことを言った。広告の仕事では、自分がどこをやったか、彼等に見せても解ってもらえなかった。広告の仕事よりも、イラストレーションの仕事に自分は賭けたい”と。丁度そんな時にエドワーズの仕事がぼつぼつ入ってきた」 [9]と当時の状況を語っている。

- 株式会社エドワーズで残した作品は伊坂芳太良のイラストレーターとしての仕事が咲きそろう場となったとされる。この紳士既製服メーカーは、1966年から本格的な発注を伊坂に対して始めた。エドワーズ社長であった倉橋一郎は、東レからライトパブリシティを紹介され、自社の広告イメージ確立にライトの協力を求めることになる。当時日本のファッション産業は原糸メーカー指導型で、この東レとエドワーズの共同企画は、二次製品にファッショナブルなイメージを醸成し市場を活性化しようという計画のもとに生まれた。折しも1965年以降、パリ、ロンドンなどの既製服市場が活気を呈し、その勢いは日本にも波及しようとしていた。独特の感覚的なキャンペーンで知名度を高めるという倉橋の方針は、伊坂芳太良というキャスティングを得て着実に、というより破竹の勢いで成果を生んだ。銀座4丁目の三愛の丸いビルに、まずファッショナブルなショー·ルームを作ることとなり、その限りでは土屋耕一のアイデアが中心となっていた。だが、デザイナーとしてアート·ディレクションやレイアウトを担当していた伊坂が、絵を描くという提案を行い、それにクライアントの倉橋が「それでは絵に専念してみては」と同意。時代を見る目を両者が持ち、また物創りの衝動を共にしていた。カウンター・カルチュアやビートルズ革命などの言葉で表現されるこの時のファッションはただ新しいという側面だけでは計りきれない。クレージュの宇宙服ルックがパリで発表される一方で、ロンドンの若者は復古調ともいえる古着指向にも浸っていた。エドワーズのネーミングや発想がこの点を衝いていたことに、キャンペーン成功のルーツを見るべきだ、とされる。

- 伊坂による1966年制作のエドワーズ、ショッピングバッグの名作には英文で「1818年のロマンティシズム再見」というコピーが入っている。エドワーズの倉橋は「最初のポスターを描くとき、男というのは酒と女と博打だ、とテーマを打ちだして描いてもらった。続いてショッピングバッグも作った。これが爆発的に当たってしまった。そのあと、どんどんノベルティが生まれた。カレンダー、トランプ、シャツ箱、靴箱、ネームカード、ネクタイ入れ、帽子入れ、灰皿、 マッチ、シーツ、カーテン、トレー、 グラス、皿、ゆかた。考えられる限りのものを作った」と述べている。帽子から靴まで、紳士のスタイル画にさらに人物を描きこむという"多重人間”の発想は倉橋、伊坂両名がイタリアの古い石版画からヒントを得てつくりだしたものだった。多忙時は赤坂プリンスホテルに1ヶ月缶詰めになって伊坂は描きまくった。まだ当時はホテルで缶づめという仕事のスタイルそのものが珍しかった。アートディレクターの浅葉克己は「夏に会社で仕事をしていると（伊坂が）プリンスホテルから電話をしてきて、泳ぎにこないかと誘ってくれた。ペロさんの部屋からタダでプールに入れたからだ。僕等がプールに浮かんで、夏の雲や女性の水着が付いてる部分に目を奪われている時も、ペロさんのペンや筆は休むことなく動き続けていた。ペロさんの人間的やさしさに甘えさせてもらった」と述べている。造形作家、倉俣史朗との出会いもこの頃で、エドワーズの倉橋が三愛に勤務していた倉俣が独立して手がける最初の仕事としてエドワーズを勧め、伊坂の絵の立体構成を倉俣が担った。壁全体に絵が描かれ、それが洋服箪筒であったり、時計も描きものであるというようなインストレーションが生まれていた。第一作が前出の東レのショー・ルームの構成であった[10]。

- 初めて僕の家に来た人が、日本間で仕事していることに驚くらしい。また、外国人によく、「あなたは日本人ですか」と問われる。PEROというサインを見て僕のイラストレーションを見れば、そう思わざるを得ないかも知れない。あのヨーロッパ風の人物画は、クライアントであるエドワーズのために作った一つのキャラクターである。[11]

- 会社でエドワーズの仕事が始まり、プリンスホテルの和室の広間を借りきって大作を描くようになった頃から、仕事は急激に増加した。たたみ一畳もある大きな作品にも決してホワイトで修正することはなく、どんなに小さなイラストも彼にとってはあくまで自分の作品であった。[12]

## 登場人物
- ペーター佐藤
- 浅葉克己
- 長沢節
- 長友啓典
- 和田誠
- 横尾忠則
- 村越襄
- 土屋耕一
- 日暮真三
- 倉俣史朗
- 藤田嗣治
- 五木寛之
- 田中一光
- 伊丹十三
- 渡辺信一
- 伏見文男
- 細谷厳
- 安斎吉三郎
- 中島興
- 板根進
- 菅三鶴
- 倉橋一郎
- 畑埜佐武朗
- 小林秀夫

## 関連する展覧会
- ペロ伊坂芳太良原画展「ビッグコミック」（2011年7月8日（金）～7月20日（水）、Pater's Shop & Gallery）
  - 1969年前後のビッグコミックの表紙の原画16点、モノクロ風刺画など12点のあわせて28点。
- 伊坂芳太良原画展（2010年1月27日～2月9日、青山ブックセンター本店）「シブヤ経済新聞」による紹介
  - 1969年に五木寛之が連載し、伊坂が挿絵を手がけた短編小説集「奇妙な味の物語」（ポプラ社）の刊行（2009年11月）を記念して開催
  - 「奇妙な味の物語」の挿絵原画、企業ポスター原画、書籍原画など約50点の展示
- Pero　伊坂芳太良原画展（2010年１月29日（金）～２月10日（水）、ペーターズショップアンドギャラリー）紹介
- 幻の絵師ペロ展（2001年8月29日（水）～9月10日（月）、新宿髙島屋）同展のポスターが掲載されている

## 注
1. ↑  『芸術新潮』2001年10月号87ページ
2. ↑  Pero　伊坂芳太良作品集成（編集・構成　田中一光・小池一子、PARCO出版（PARCO view 17）、1983年、234頁。
3. ↑  幻の絵師ペロ展、伊坂芳太良実行委員会、2001年、3頁。
4. 1 2 3  夕刊フジ 1970年9月12日
5. ↑  伊坂芳太良。伊坂芳太良の世界「伊坂芳太良が、死んだ。」日暮真三（立風書房（イラストレーション・ナウ）、1974年）
6. 1 2  毎日新聞昭和45年10月19日17面より
7. ↑  朝日新聞昭和58年4月24日21面より
8. ↑   Pero　伊坂芳太良作品集成（編集・構成　田中一光・小池一子、PARCO出版（PARCO view 17）、1983年
9. ↑  伊坂芳太良の世界（立風書房（イラストレーション・ナウ）、1974年）241頁。
10. ↑  伊坂芳太良の世界（立風書房（イラストレーション・ナウ）、1974年）242頁。
11. ↑  幻の絵師ペロ展、伊坂芳太良実行委員会、2001年、68頁。
12. ↑  幻の絵師ペロ展、伊坂芳太良実行委員会、2001年、61頁。